# Стекольный
Стеко́льный — посёлок городского типа в Хасынском районе Магаданской области России. Назван по стекольному заводу, который был построен в 1941 году.
Статус посёлка городского типа — с 1953 года.

## География
Расположен в 10 км юго-западнее районного центра Палатка, на реке Кадыкчане (Красавице), недалеко от впадения её в реку Хасын.

## История
Был основан в 1941 году при строительстве стекольного завода, от которого и получил своё название. Сам завод был запущен 2 февраля 1942 года.

## Предприятия и организации
Градообразующее предприятие — Стекольный завод. Для производства использует сырьё местных запасов вулканического пепла. Продукция — листовое стекло, высоковольтные изоляторы, стёкла для автомобильных фар, аптечная и лабораторная посуда, ёлочные украшения.
Также действуют:
- Завод стеновых материалов
- Дорожно-ремонтное управление
- Передвижная механизированная колонна
- Автотранспортное предприятие
- Геофизическая обсерватория «Магадан» Института космофизических исследований и распространения радиоволн ДВО РАН

## Население
| 1959  | 1970  | 1979  | 1989  | 2002  | 2004  | 2005  |
| ----- | ----- | ----- | ----- | ----- | ----- | ----- |
| 3760  | ↘3020 | ↗4164 | ↗4843 | ↘2260 | ↗2270 | ↘2156 |
| 2006  | 2007  | 2008  | 2009  | 2010  | 2011  | 2012  |
| ↘2110 | ↘2079 | ↘2044 | ↘2029 | ↘2023 | ↗2028 | ↘2001 |
| 2013  | 2014  | 2015  | 2016  | 2017  | 2018  | 2019  |
| ↘1985 | ↗2034 | ↘2027 | ↘1993 | ↘1839 | ↘1749 | ↘1663 |
| 2020  | 2021  | 2023  | 2024  |       |       |       |
| ↗1699 | ↗2125 | ↗2164 | ↘2158 |       |       |       |

Население по переписи 2002 года составило 2260 человек, из которых 49,2 % мужчин и 50,8 % женщин.